# Lucie Louette Kanning
Pour les articles homonymes, voir Louette (homonymie).
Lucie Louette Kanning, née le 15 février 1985, est une judokate française.

## Biographie
Elle a évolué dans la catégorie des moins de 78 kg (poids mi-lourds). 
Elle est médaillée à quatre reprises au niveau européen, avec une médaille d'or en 2013, une médaille d'argent en 2011 et deux médailles de bronze en 2010 et 2014. 
Elle met un terme à sa carrière le 30 décembre 2016.

## Palmarès
| Année | Compétition                    | Lieu                | Résultat | Catégorie      |
| ----- | ------------------------------ | ------------------- | -------- | -------------- |
| 2014  | Championnats d'Europe          | Montpellier         | 3e       | Moins de 78 kg |
| 2013  | Championnats d'Europe          | Budapest            | 1re      | Moins de 78 kg |
| 2013  | Championnats de France         | Marseille           | 3e       | Moins de 78 kg |
| 2013  | Tournoi Grand Chelem de Paris  | Paris               | 1re      | Moins de 78 kg |
| 2012  | Championnats de France         | Montpellier         | 1re      | Moins de 78 kg |
| 2011  | Championnats d'Europe          | Istanbul            | 2e       | Moins de 78 kg |
| 2010  | Championnats de France         | Boulazac-Périgueux  | 3e       | Moins de 78 kg |
| 2010  | Championnats d'Europe          | Vienne              | 3e       | Moins de 78 kg |
| 2010  | Championnats de France         | L'Axone Montbéliard | 1re      | Moins de 78 kg |
| 2009  | Championnats de France         | Paris               | 2e       | Moins de 78 kg |
| 2008  | Championnats de France         | Toulon              | 1re      | Moins de 78 kg |
| 2007  | Championnats d'Europe - 23 ans | Salzbourg           | 1re      | Moins de 78 kg |
| 2007  | Championnats de France         | Dijon               | 3e       | Moins de 78 kg |
| 2006  | Championnats de France         | Amiens              | 3e       | Moins de 78 kg |
| 2005  | Championnats d'Europe - 23 ans | Kiev                | 1re      | Moins de 78 kg |
| 2005  | Championnats de France         | Villebon            | 3e       | Moins de 78 kg |
| 2004  | Championnats de France         | Paris               | 1re      | Moins de 78 kg |
| 2002  | Championnats d'Europe Juniors  | Rotterdam           | 2e       | Moins de 78 kg |